# Władimir Artiomow
Władimir Nikołajewicz Artiomow (ros. Владимир Николаевич Артёмов, ur. 7 grudnia 1964 we Włodzimierzu nad Klaźmą), radziecki gimnastyk. Pięciokrotny medalista olimpijski z Seulu.
Należał do grona najwybitniejszych gimnastyków lat 80. i zdominował rywalizację podczas igrzysk w Seulu. Zdobył cztery złote medale, zwyciężając m.in. w wieloboju. Kilkanaście razy stawał na podium mistrzostw świata (6 razy złoto w latach 1983–1989). W 1990 wyjechał do Stanów Zjednoczonych.

## Starty olimpijskie (medale)
Seul 1988
- wielobój, poręcze, drążek, drużyna –  złoto
- ćwiczenia wolne –  srebro